# Пешала, Натали
Натали́ Пешала́ (фр. Nathalie Péchalat; род. 22 декабря 1983, Руан) — французская фигуристка, выступавшая в танцах на льду. В паре с Фабьяном Бурза, с которым каталась на протяжении четырнадцати лет, была участницей Олимпийских игр (2006—2014), бронзовым призёром чемпионата мира (2012, 2014), чемпионкой Европы (2011, 2012) и пятикратной чемпионкой Франции (2009, 2011—2014).
После завершения соревновательной карьеры — спортивный функционер. В 2020—2022 годах занимала пост президента Федерации ледовых видов спорта Франции.

## Биография

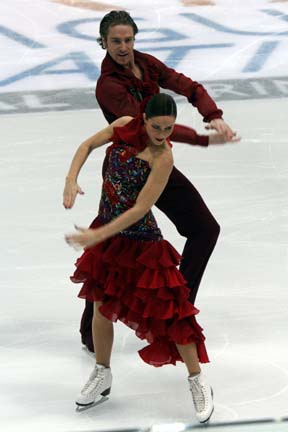

### Начало карьеры
Натали Пешала начала кататься на коньках в возрасте семи лет как одиночница. В возрасте десяти лет она переключилась на танцы на льду. В марте 2000 года тогдашний партнёр Натали оставил её, и Мюриель Буше-Зазуи предложила ей встать в пару с Фабьяном Бурза. Поначалу Пешала и Фабьян не были в хороших отношениях, однако постепенно сдружились.
В интервью 2011 года Натали сказала, что она и Фабьян имеют разные характеры и свои преимущества и то, что он — идеальный  партнёр для неё: «Он очень одарённый. Он работает через чувство и вдохновение. Как только он чувствует движение, он может воспроизвести его и интерпретировать». Фабьян же охарактеризовал свою партнёршу так: «Натали всегда тянет пару вперёд и заставляет нас работать. Она приносит свою экстраординарную возможность работать. Она всегда хочет сделать всё на отлично».
Натали и Фабьян известны своими оригинальными постановками и нестандартным выбором музыки. Композиция «Времена года» (англ. Four Seasons), которую они использовали для произвольного танца в сезоне 2006—2007, была написана специально для них Ассеном Мезоуки (англ. Assen Merzouki), а постановщиком выступил брат композитора. На произвольные же танцы сезонов 2005—2006 («Отверженные») и 2004—2005 («Кошки») пару вдохновила подруга Фабьяна, работающая в этих мюзиклах.

### 2008—2011
Летом 2008 года Натали Пешала и Фабьян Бурза ушли от своего тренера М. Зазуи и переехали в Москву, чтобы работать с Александром Жулиным. За год до этого они уже приезжали к нему на консультации, и результат сотрудничества им понравился. На данный момент Натали учится заочно в Финансовой академии при Правительстве РФ, на Международном Финансовом Факультете.
В сезоне 2008—2009 были в призёрах обоих этапов Гран-при, в которых участвовали («Skate Canada» — бронза и «NHK Trophy» — серебро), но в финал отобраться не смогли. На чемпионате Франции в отсутствие лидеров сборной Делобель и Шонфельдера стали первыми. На чемпионате Европы остановились в шаге от пьедестала, стали четвёртыми, причём от третьего места, англичан Керров их отделили лишь 0.36 балла.

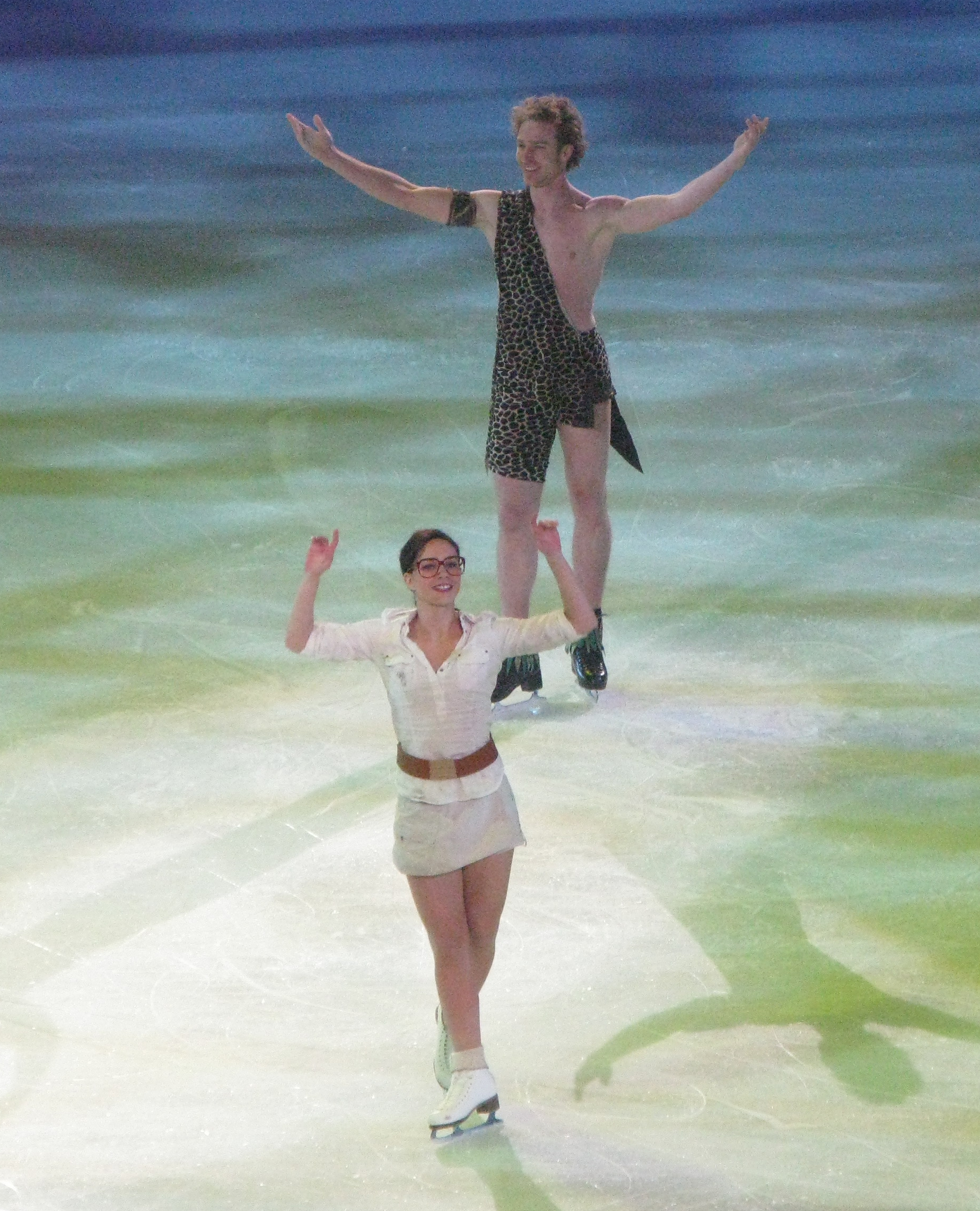
Пешала, Bompard 2010.

Сезон 2010—2011 пара начала с побед на турнирах Nebelhorn Trophy и the Finlandia Trophy. Пара первоначально использовала музыку из кинофильма «Амели» для своего короткого танца, но скоро заменили его на Доктор Живаго, который показали на этапе Гран-при в Китае (Cup of China 2010), который они выиграли с большим отрывом от российской и итальянской пар. В этом же году пара побеждает и на парижском этапе Гран-при Trophée Eric Bompard 2010. Их результаты позволили снова квалифицироваться в Финал Гран-при, где они выиграли серебряную медаль, которая стала для французов второй в карьере.
Сезон продолжился победой на чемпионате Европы 2011. Для французской пары это первая медаль на данном турнире, но тем не менее на чемпионате мира того же года пара останавливается в шаге от бронзовой медали, занимая 4 место. По окончании сезона французы переходят тренироваться к Анжелике Крыловой и Паскуале Камерленго.

### 2011—2014

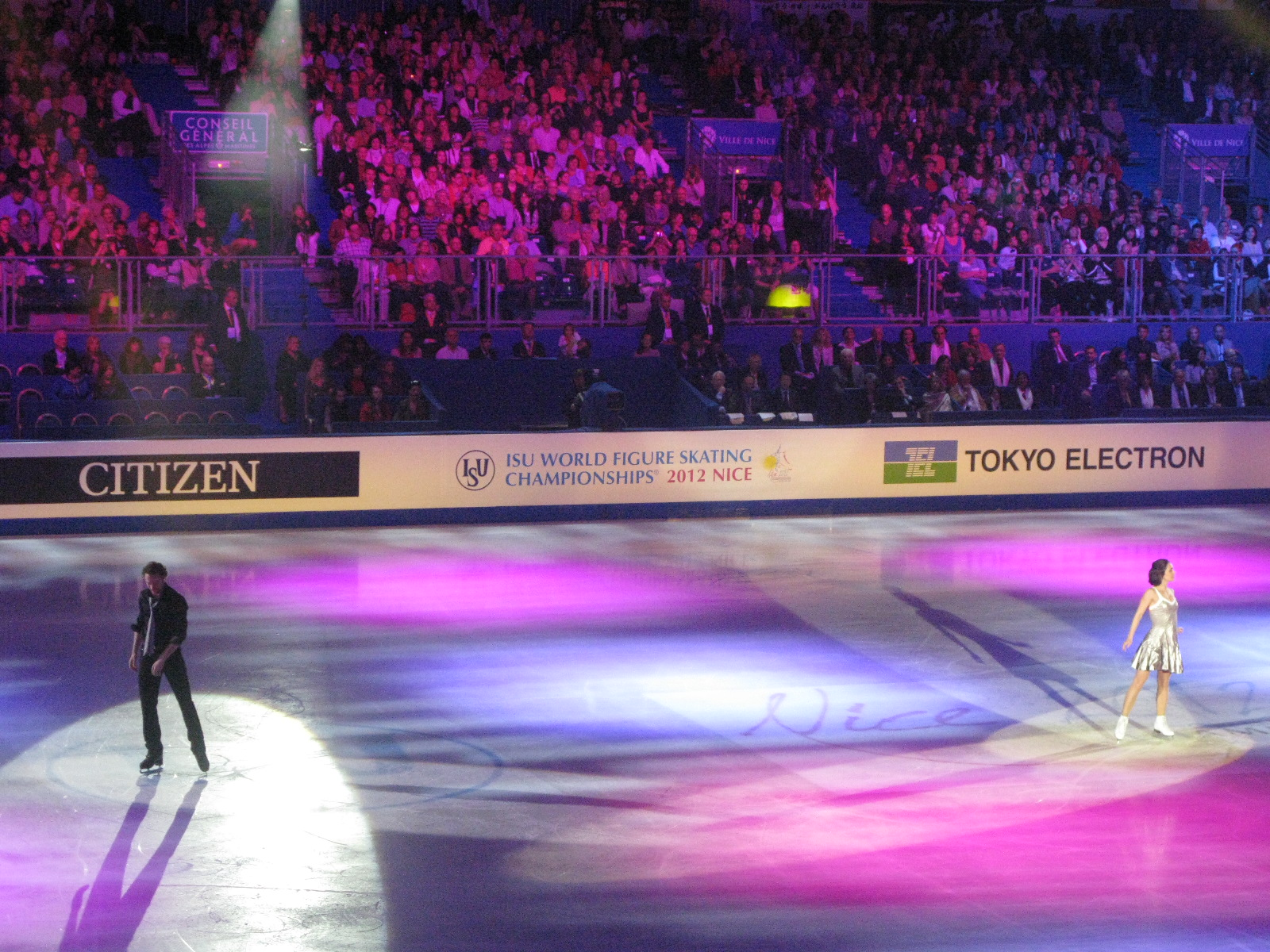
Чемпионате мира 2012.

Готовясь к следующему соревновательному сезону, Натали и Фабьян провели время в течение лета в Лионе, где работали с балетмейстером Кадером Бельмоктэром над новым произвольным танцем на тему Египта.
В сезоне 2011—2012 Пешала-Бурза были заявлены на три этапа Гран-при: Skate America 2011, Skate Canada 2011 and Trophee Eric Bompard 2011. Хотя партнёр был болен бронхитом, они смогли выиграть серебряную медаль на этапе Гран-при в США. Позже пара решила сняться с канадского этапа и восстановиться, чтобы продолжить сезон и вернуться на парижский этап, где они выиграли серебряную медаль, уступив Тессе Вирчу и Скотту Моиру. Эти места позволили вновь квалифицироваться в Финал гран-при, где Натали и Фабьян в третий раз в карьере выиграют медаль, на сей раз снова бронзовую.
В 2012 пара приезжает на чемпионат Европы в качестве действующих чемпионов, но начинается турнир для французов не столь удачно. После короткого танца их ставят на 2-е место с минимальным отрывом от лидеров. Но после произвольного танца Пешала — Бурза обыгрывают российскую пару Екатерина Боброва и Дмитрий Соловьёв и защищают своё чемпионское звание, становясь двукратными чемпионами Европы.
Спустя пару месяцев на тренировке Натали ломает нос, но операцию откладывает до окончания чемпионата мира. Несмотря на проблемы со здоровьем партнёрши, французская пара завоевала свою первую бронзовую медаль на чемпионате мира 2012.

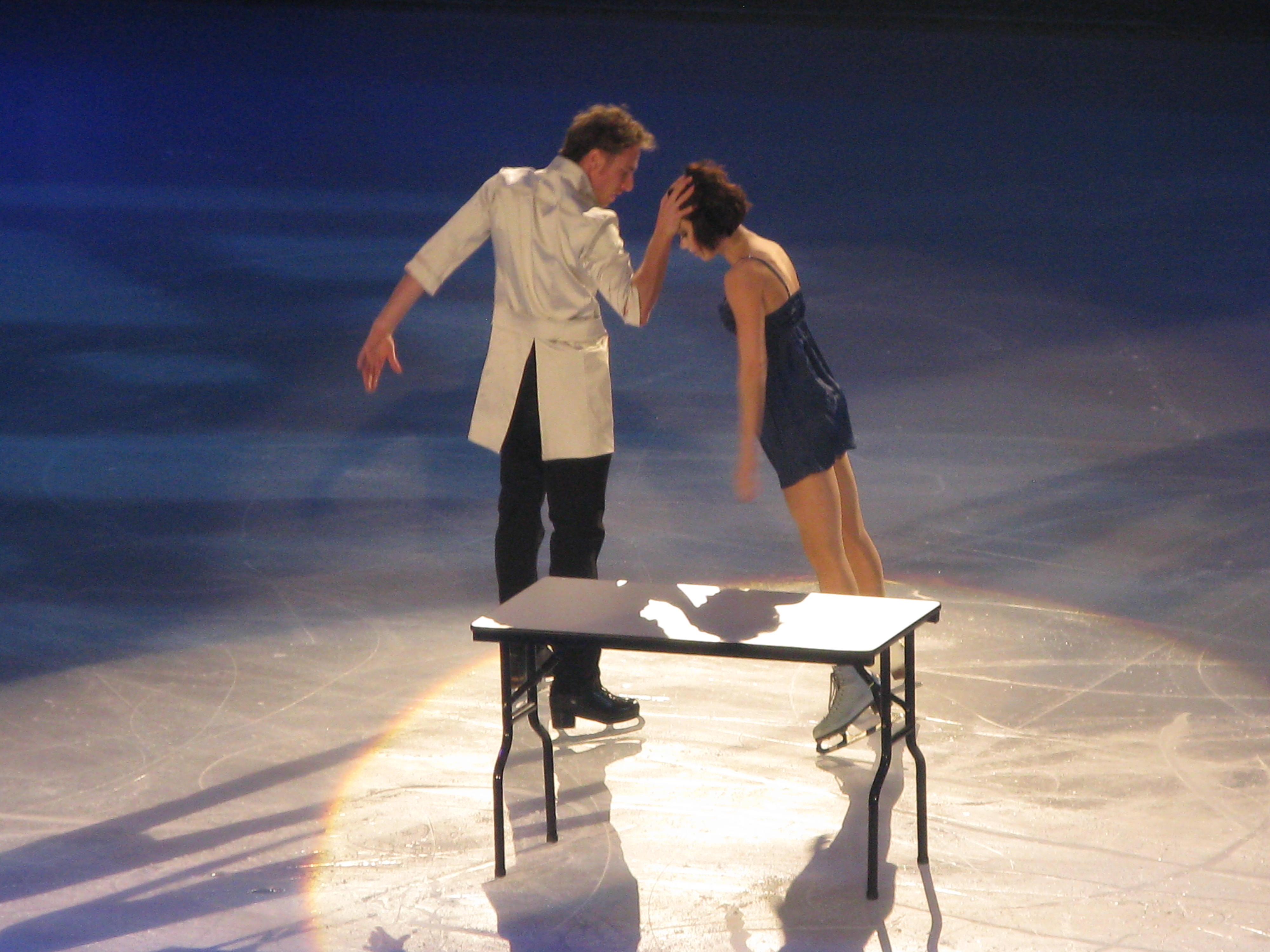
Пешала, Bompard 2013.

В новом сезоне Пешала — Бурза были заявлены на два этапа Гран-при. Они побеждают, как и в 2010 году, на китайском этапе (Cup of China), оставляя позади российскую пару Екатерину Боброву — Дмитрия Соловьева и канадских спарринг-партнёров Кейтлин Уивер — Эндрю Поже и на домашнем этапе, опережая итальянцев Анну Каппеллини — Луку Ланотте. Тем самым, пара в четвёртый раз в своей карьере отбирается в Финал Гран-при, где занимает 3 итоговое место. Первая часть сезона заканчивается для представителей Франции успешно, победой на национальном чемпионате, которая становится для Натали и Фабьяна четвёртой в карьере. Позже пара вынуждена пропустить чемпионат Европы в Загребе из-за травмы Фабьяна. Как становится известно, на тренировке в Детройте он частично порвал приводящую мышцу на правой ноге. По той же причине выступление пары не сложилось и на чемпионате мира, куда они изначально планировали ехать за медалью.
На Олимпийские игры в Сочи пара приехала фактически за медалью. Однако после исполнения короткого танца они были четвёртыми, в произвольном ситуация не поменялась. В результате пара так и осталась на четвёртом итоговом месте.
После завершения турнира пара объявила о завершении любительской карьеры.

### За пределами льда
По окончании спортивной карьеры Пешала стала спортивным функционером, войдя в руководство Французской федерации ледовых видов спорта.
В 2020 году многолетний президент Федерации Дидье Гайаге (1998—2004, 2007—2020) ушёл в отставку на фоне дела фигуристки-парницы Сары Абитболь. Спортсменка обвинила своего бывшего тренера Жиля Бейера в изнасиловании, а Гайаге, предположительно, покрывал преступление. На выборах нового руководителя организации Пешала одержала победу, при отсутствии нескольких кандидатов, снявшихся с выборов из-за опасений, связанных с распространением коронавируса.
В 2022 году Пешала не была переизбрана на должность президента Федерации. Она получила 412 голосов против 452, отданных малоизвестной Гвенаэль Жигарель-Нури, которая, по мнению L’Équipe, является ставленницей Дидье Гайаге.
С 2014 года Натали состоит в фактическом браке с актёром Жаном Дюжарденом. У пары две дочери — Жанна Дюжарден (род.05.12.2015) и Элис Дюжарден (род.18.02.2021).

## Программы
| Сезон     | Короткий танец | Произвольный танец |
| --------- | --- | --- |

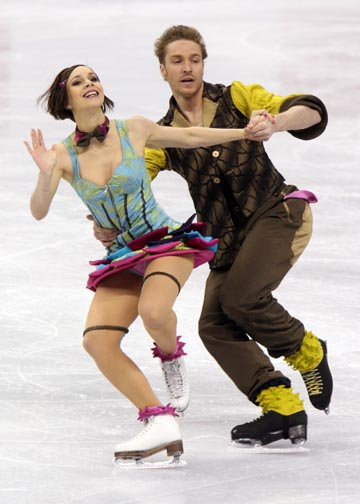
Пешала и Бурза в программе «Цирк», 2008 год

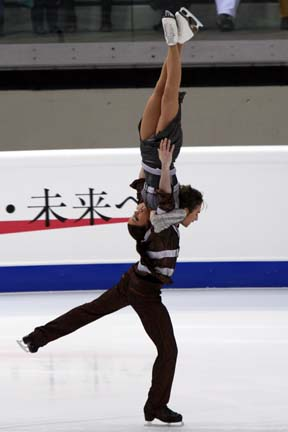
Пешала и Бурза в 2007 году

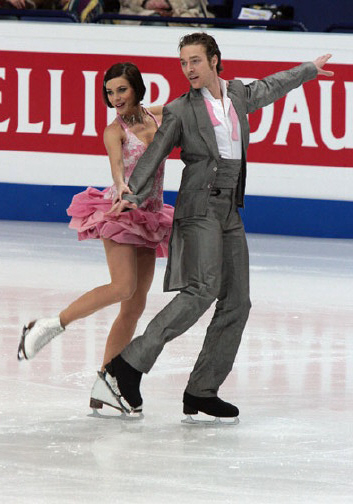

| 2013—2014 | Медленный фокстрот: Big Spender Сай Коулмэн и Дороти Филдс Квикстеп: Sing, Sing, Sing Луи Прима Чарльстон: Mein Herr Джон Кандер | Caroussel из Cirque du Soleil Бенуа Ютрас Droit de Cite Raphael Beaun и Макс Стайнер Jeux Interdits Фернандо Сор Le Petit Prince et sa Rose Максим Родригес |
| 2012—2013 | Полька: Gaite Parisienne Жак Оффенбах Вальс: Sous le ciel de Paris Ив Монтан Полька: Gaite Parisienne Жак Оффенбах               | Miss You Angie Sympathy for the Devil Start Me Up The Rolling Stones                                                                                        |
| 2011—2012 | Mas Que Nada Жоржи Бен Жор, Batacuda Abacaxi, Real in Rio Сержио Мендес, Джон Пауэлл                                             | Passion Питер Гэбриел, In the Garden of Souls Narada World, Le retour de Punt Бернард Беккер, Alf Layla Wa Layla Ahmad Sidqi                                |
| 2010—2011 | Саундтрек к фильму «Амели» Ян Тирсен «Fuga y Misterio» Астор Пьяццолла «Тема Лары» из фильма «Доктор Живаго»                     | Музыка из кинофильмов Чарльза Чаплина в исполнении Лондонского симфрнического оркестра                                                                      |
| Сезон     | Оригинальный танец | Произвольный танец |
| 2009—2010 | «Thank God, I’m a Country Boy» Рой Риверс и Долли Партон «It’s not over now» Дейл Уотсон                                         | «Kika» Ezekiel Реквием по мечте Клинт Мэнселл «Time» Максим Родригес                                                                                        |
| 2008—2009 | «It Don’t Mean a Thing» «The Puppini Sisters»                                                                                    | «La Notte di Favola» Никола Пиовани «La Marche des Gladiateurs Jonglage» Максим Родригес                                                                    |
| 2007—2008 | «Le Gitare al viento» и «Blanca de Plata» Гвадиана «Imagen del recuerdo» Хосе Мерсе                                              | «Organ Donor» DJ Shadow «Marla & Space Monkeys» Майкл Симпсон и Джон Кинг                                                                                   |
| 2006—2007 | «Mi Buenos Aires Querido» Карлос Либедински «Escualo» Астор Пьяццолла                                                            | «Времена года» Ассен Мезоуки |
| 2005—2006 | Latin mix | Отверженные (мюзикл) |
| 2004—2005 | Slow fox и чарльстон | Кошки (мюзикл) Эндрю Ллойд Уэббер |
| 2003—2004 | «Swing Brother Swing» C. MacGill «If Can’t Have You» E. James                                                                    | Babalu Chano Dance of the Soldiers «Red Army Choir» «Hasta Siempre» S. Brave «Demasia da Corazon» W. de Ville                                               |
| 2002—2003 | «Маскарад» Арам Хачатурян «Tritsch Tratsch Polka» by Иоганн Штраус (сын)                                                         | «Buddha Bar» Клод Шалле |

## Результаты
| Соревнования                | 00/01         | 01/02         | 02/03         | 03/04         | 04/05         | 05/06         | 06/07         | 07/08         | 08/09         | 09/10         | 10/11         | 11/12         | 12/13         | 13/14         |
| Международные               | Международные | Международные | Международные | Международные | Международные | Международные | Международные | Международные | Международные | Международные | Международные | Международные | Международные | Международные |
| --------------------------- | ------------- | ------------- | ------------- | ------------- | ------------- | ------------- | ------------- | ------------- | ------------- | ------------- | ------------- | ------------- | ------------- | ------------- |
| Олимпиада — танцы           |               |               |               |               |               | 18            |               |               |               | 7             |               |               |               | 4             |
| Олимпиада — команда         |               |               |               |               |               |               |               |               |               |               |               |               |               | 6             |
| Чемпионат мира              |               |               |               | 20            | 19            | 15            | 12            | 7             | 5             | 4             | 4             | 3             | 6             | 3             |
| Чемпионат Европы            |               |               |               |               | 12            | 11            |               | 5             | 4             | 4             | 1             | 1             |               |               |
| Финал Гран-при              |               |               |               |               |               |               |               | 6             |               | 3             | 2             | 3             | 3             | 3             |
| Гран-при Франции            |               |               | 9             | 8             | 8             | 5             | 7             |               |               | 2             | 1             | 2             | 1             | 3             |
| Гран-при Китая              |               |               |               | 7             | 7             |               |               |               |               |               | 1             |               | 1             | 1             |
| Finlandia Trophy            |               |               |               |               |               |               |               |               |               |               | 1             |               |               |               |
| Nebelhorn Trophy            |               |               |               |               |               |               |               |               |               |               | 1             |               |               |               |
| Гран-при Канады             |               |               | 11            |               |               |               |               |               | 3             | 2             |               |               |               |               |
| Гран-при Японии             |               |               |               |               |               |               |               |               | 2             |               |               |               |               |               |
| Гран-при США                |               |               |               |               |               |               | 3             | 2             |               |               |               | 2             |               |               |
| Гран-при России             |               |               |               |               |               | 5             |               | 2             |               |               |               |               |               |               |
| Универсиада                 |               |               | 3             |               | 3             |               |               |               |               |               |               |               |               |               |
| World Team Trophy           |               |               |               |               |               |               |               |               |               |               |               | 4             |               |               |
| Международные среди юниоров |               |               |               |               |               |               |               |               |               |               |               |               |               |               |
| Чемпионат мира              | 8             | 6             |               |               |               |               |               |               |               |               |               |               |               |               |
| Финал Гран-при              |               | 7             |               |               |               |               |               |               |               |               |               |               |               |               |
| Гран-при Нидерландов        |               | 4             |               |               |               |               |               |               |               |               |               |               |               |               |
| Гран-при Японии             |               | 2             |               |               |               |               |               |               |               |               |               |               |               |               |
| Гран-при Китая              | 2             |               |               |               |               |               |               |               |               |               |               |               |               |               |
| Гран-при Франции            | 6             |               |               |               |               |               |               |               |               |               |               |               |               |               |
| Национальные                |               |               |               |               |               |               |               |               |               |               |               |               |               |               |
| Чемпионат Франции           |               |               | 3             | 3             | 2             | 2             | 2             |               | 1             |               | 1             | 1             | 1             | 1             |
| Первенство Франции          | 1             | 1             |               |               |               |               |               |               |               |               |               |               |               |               |